# Діти кукурудзи
«Діти кукурудзи» (англ. Children of the Corn) — оповідання американського письменника Стівена Кінга, надруковано у журналі «Penthouse» в 1977 році. У 1978 році твір увійшов до збірки «Нічна зміна»

## Сюжет
Подружжя з Бостону, Берт і Вікі Робсони, задля порятунку власного шлюбу вирушили до родичів жінки. У Небрасці після Гібмурга Берт вирішив скоротити шлях і звернув з автостради. Коли він відволікся від дороги, їм під колеса потрапив юнак, що несподівано вибіг з кукурудзи. Берт побачив, що в хлопця було перерізане горло. Тоді Робсони сховали тіло в багажник і попрямували до найближчого містечка Гатлін.
По дорозі їм траплялися білборди з релігійними висловлюваннями, по радіо також лунали проповіді. У валізі померлого вони знайшли розп'яття, зроблене з кукурудзяного листя й насіння. Виявилося, що в Гатліні вже більше десяти років не було ні живої душі. Проте місцева капличка не виглядала покинутою, тому Берт зайшов до неї. На вході було написано: «Милостивий той, Хто Обходить Ряди». У храмі було чудернацьке зображення чоловіка, в якого замість волосся було листя кукурудзи. У капличці Берт переглянув записи в книжках і здогадався, що після якоїсь події, можливо, неврожайного року, діти вирішили повбивати всіх, хто був старшим за 19 років. Після цього чоловік почув, як ззовні йому з машини сигналила дружина. До неї звідусіль наближалися діти (дівчата у вовняних сукнях до щиколотки й у вицвілих капелюшках, а хлопчики — в одязі пастора) із зброєю, арматурою, камінням. Робсони заціпеніли від жаху. Поки Берт відбивався від рудого хлопця, інші вбили Вікі. Тоді Берт вирішив тікати й попрямував до кукурудзяного поля. Він біг до настання темряви, а тоді натрапив на галявину, де на трьох розп'яттях розмістили тіла місцевих шерифа, пастора, які вже перетворилися на скелети, й Вікі — жінці замість очей та до рота вставили кукурудзяні качани. Берт побачив Того, Хто Обходить Ряди — зелений силует із червоними очима.
Згодою діти зібралися, щоб обговорити нові пожертви. Дев'ятирічний Ісак розповів іншим, що кукурудзяний Господь невдоволений останніми вбивствами, що відбулися не там, де він заповідав, тому вік Спокути знизився з дев'ятнадцяти до вісімнадцяти років. Діти вбили тих, кому вже виповнилося 18. Рут, що носила дитину від дев'ятнадцятирічного, потайки мріяла, як восени спалить всю кукурудзу довкола, проте боялася Того, Хто Обходить Ряди.

## Екранізації
- Діти кукурудзи, (1984)
- Діти кукурудзи 2: Остання жертва, (1993)
- Діти кукурудзи 3: Міські жнива, (1995)
- Діти кукурудзи 4: Збір врожаю, (1996)
- Діти кукурудзи 5: Поля жаху, (1998)
- Діти кукурудзи 666: Айзек повернувся, (1999)
- Діти кукурудзи 7: Откровення, (2001)
- Діти кукурудзи, (2009)
- Діти кукурудзи 8: Генезис, (2011)
- Діти кукурудзи 9: Втеча, (2018)
- Діти кукурудзи, (2020)